# Bohodarivka, Ielaneț
Bohodarivka (în ucraineană Богодарівка) este un sat în comuna Malojenivka din raionul Ielaneț, regiunea Mîkolaiiv, Ucraina.

## Demografie
Componența lingvistică a localității Bohodarivka
     Ucraineană (90,53%)
     Română (5,26%)
     Rusă (4,21%)
Conform recensământului din 2001, majoritatea populației localității Bohodarivka era vorbitoare de ucraineană (90,53%), existând în minoritate și vorbitori de română (5,26%) și rusă (4,21%).